# MJ 멜렌데즈

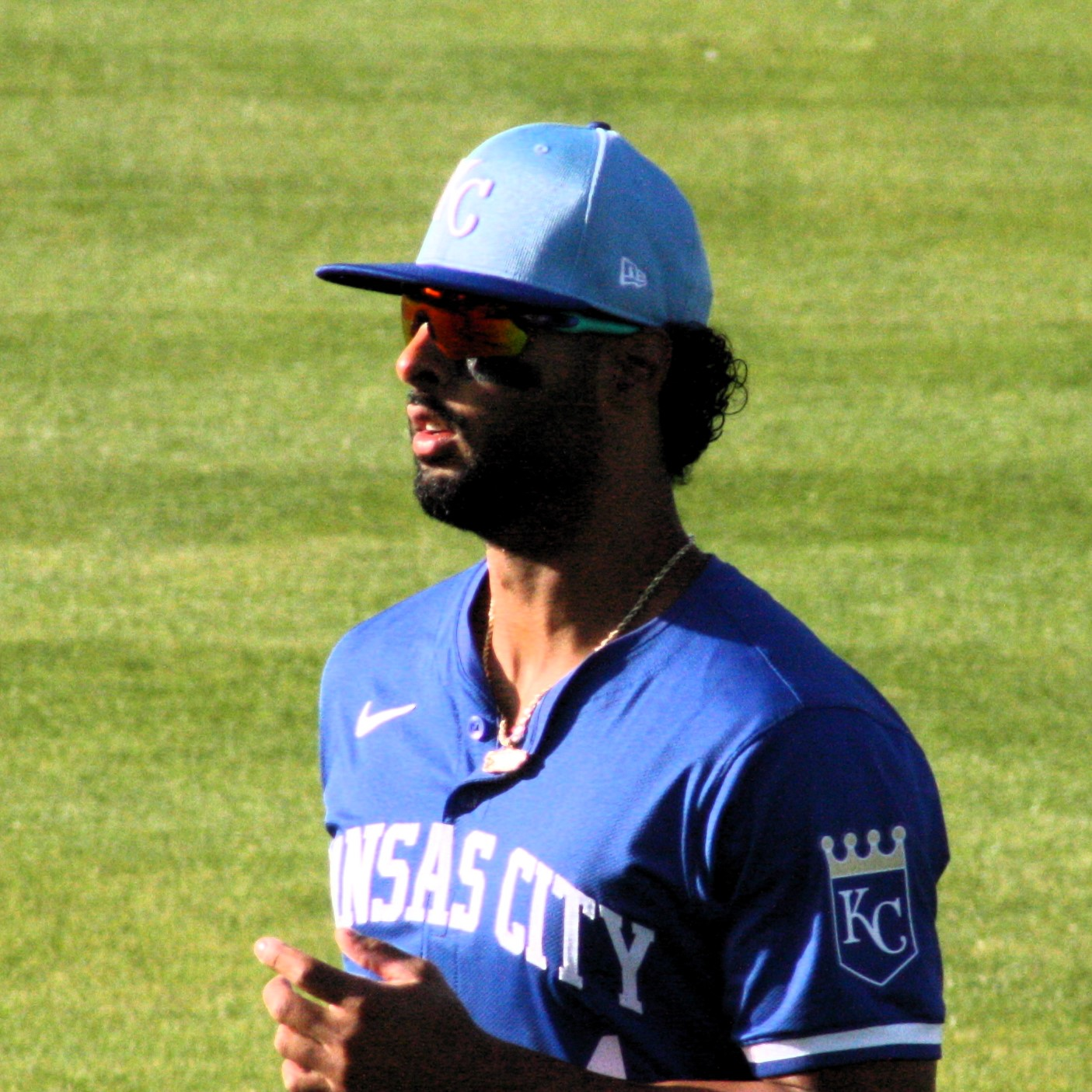
2024년 캔자스시티 로열스에서의 모습

MJ 멜렌데즈(MJ Melendez, 본명: Mervyl Samuel Melendez Jr., 1998년 11월 29일 ~ )는 미국 프로 야구 좌익수이자 메이저 리그 베이스볼(MLB) 캔자스시티 로열스의 포수이다. 2022년에 MLB에 데뷔했다.

## 아마추어 경력
멜렌데즈는 3년 동안 앨라배마주 몽고메리 (앨라배마주)에 있는 세인트 제임스 학교(St. James School)를 다녔고 4학년 때 플로리다주 팔메토 베이에 있는 웨스트민스터 기독교 학교(Westminster Christian School)로 전학했다. 그는 2016년 미국 대표팀의 일원이었다. 그는 플로리다 국제 대학교에서 대학 야구를 하기로 약속했다. 4학년을 마친 후 캔자스시티 로열스는 2017년 메이저 리그 베이스볼 드래프트의 2라운드 전체 52순위로 그를 선택했다. 캔자스시티와 210만 달러에 계약했다.

## 개인 생활
멜렌데즈의 아버지 머빌 멜렌데즈(Mervyl Melendez)는 대학 야구 코치이다. 2022년에 그는 당시 캐나다 정부의 공중 보건 정책이 예방 접종을 받지 않은 비시민권자의 입국을 금지했기 때문에 코로나19에 대한 예방 접종을 받지 않아 토론토 블루제이스와 경기하기 위해 캐나다로 여행할 수 없는 10명의 로열스 중 하나였다.